# فرودگاه اپوکارانا
فرودگاه اپوکارانا (به انگلیسی: Apucarana Airport) (به زبان بومی: Aeroporto Cap. João Busse) یک فرودگاه همگانی ۶۶۷ با کد یاتا APU است که یک باند فرود بله دارد و طول باند آن آسفالت متر است. این فرودگاه در کشور برزیل قرار دارد و در ارتفاع ۸۰۵ متری از سطح دریا واقع شده است.